# 돗토리성

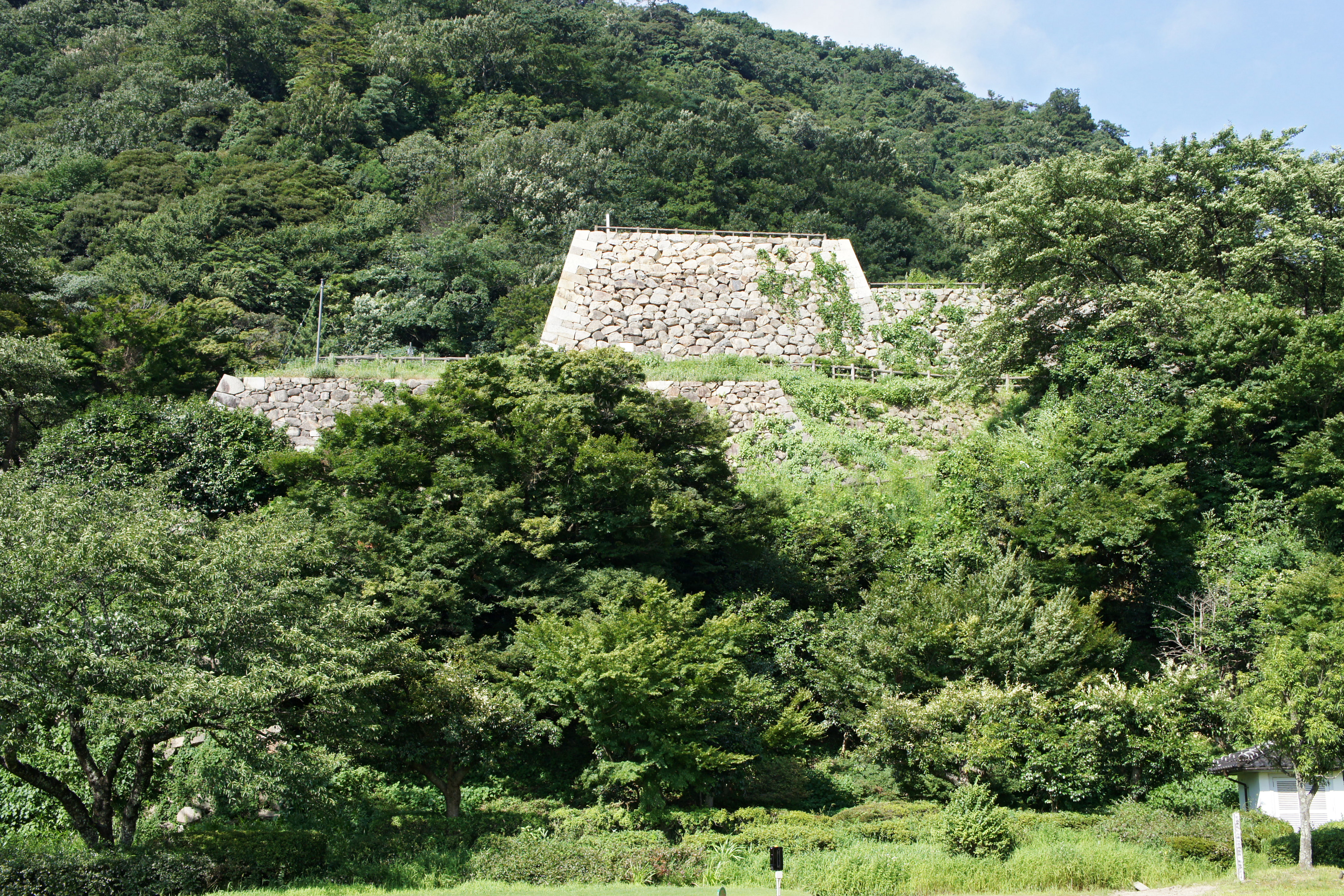
돗토리 성의 니노마루

돗토리성(일본어: 鳥取城)은 돗토리현 돗토리시에 있는 제곽식 평산성 및 산성으로 센고쿠 시대의 격전의 장소이며 에도 시대에는 돗토리번의 번청을 두었던 곳이다. 히사마쓰 성(久松城) 혹은 으로, 히사마쓰 산성(久松山城)이란 이명이 있으며 국가 사적으로 지정되어 있다.

## 역사

### 센고쿠 시대
덴분 연간(1532년 ~ 1554년) 무렵 이나바국 슈고 야마나 노부미치가 히사마쓰 산에 산성을 축조한 것이 그 시작이라고는 하지만, 근년 연구에 따르면, 이나바 야마나 가문과 대립하고 있던 다지마 야마나 가문의 야마나 스케토요가 축성했다는 설이 지지를 받고 있다. 명확히 성주로 확인된 인물은 다케다 다카노부가 성주로 부임하고 나서이다. 다카노부는 야마나 노부미치 계열 이나바 야마나 가문의 세력이 몰락하자, 다지마 야마나 가문의 야마나 도요히로를 옹립해 이나바 야마나 가문의 명맥을 이은 후, 실권을 장악한 인물이다. 이후 다지마 야마나 가문이 야마나 도요쿠니를 이나바로 보내 세를 과시하려 하자 점차 대립하게 된다. 이에 다카노부는 주고쿠 지방에서 점차 세력을 확장중인 모리 가문과 내통해 세력 구축한다.

### 아즈치모모야마 시대
1573년 다케다 다카노부를 토벌하기 위해 야마나 도요쿠니는 이즈모에서 모리 가문에 쫓겨 온 아마고 가문 세력과 연합하여 다카노부를 공격했다. 이리하여 열세에 놓인 다카노부는 돗토리 성을 양도하고 물러가지만, 얼마 뒤 도요쿠니에 의해 모살되었다. 하지만, 그것도 잠시 뿐이였고, 같은 해에 모리 가문의 깃카와 모토하루의 공격을 받고 성을 양도 하였다. 그리고, 성은 이치바 성주 모리 도요모토에게 주었다. 1574년 다시금 아마고 가문 세력과 연합하여 돗토리 성을 공격하였고, 함락한다. 1575년 모리 가문이 또다시 공세를 펴 야마다 가문과 모리 가문의 화친을 맺기에 이른다. 이 때, 아마고 가문 잔당세력은 돗토리 성에서 퇴거하고, 야마나 도요쿠니가 성주로 입성하였다.
1580년 오다 가문의 하시바 히데요시가 이나바로 진군해 온다. 3개월 농성전 끝에 도요쿠니는 항복하고 오다 가문에 복속한다. 하지만, 곧 오다 가문이 물러간 후, 모리 가문이 내습해 다시금 모리 가문에 항복한다. 이때 성의 수비를 위해 모리 가문에서 가신 우시오 하루시게를 파견한다. 이 무렵 야마나 도요쿠니는 이나바 슈고직을 유지했지만, 성주는 아니었다. 이후 몇 명인가 성의 수장이 교체된 끝에 1581년 음력 3월 깃카와 쓰네이에가 성주로 부임하였다. 음력 4월 야마나 도요쿠니가 오다 가문에게 밀사를 보내지만, 발각되어 하시바 히데요시에게로 쫓겨 간다. 이에 다시 하시바 히데요시는 군을 이끌고 돗토리 성을 공략한다. 이 전투에서 히데요시는 지난 번 미키 전투에서 행했던 포위전을 펼쳤다. 이에 돗토리 성의 병사들과 영민들은 식량난에 겪어야 했고, 아사자가 속출했다.《신장공기》에“아귀처럼 야윈 남녀가 성책 끝으로 고통스러운 모습으로 밖으로 나와 도움을 부르짖는다. 슬픔과 애절함이 녹아있으매 눈을 마주어 볼 수 없다.”라고 적고 있다. 성주 깃카와 쓰네이에는 고심한 끝에 성을 양도하고, 자결한다.
1582년 하시바 히데요시는 옛 아자이 가문의 가신으로 오미 북부의 아자이 가문 공략에 힘써준 미야베 게이준을 성주 대행으로 돗토리 성에 입성시켜 산인 지방 공략의 거점을 삼았다. 1585년 도요토미 정권하에서 게이준은 규슈 정벌에 공적으로 이나바, 다지마 국내 5만석을 영지로 받아 정식으로 돗토리 성주에 오른다. 1596년 미야베 나가후사가 대를 이어 성주로 부임하지만, 곧이어 벌어진 세키가하라 전투에서 서군에 속했기 때문에 영지가 몰수 되었다. 대신 오미 국 미나쿠치에서 이케다 나가요시가 돗토리 번 6만석에 입봉되어 입성한다. 그리고, 돗토리 성의 산 아랫부분을 크게 확장하여 근세성곽으로 개수하였다.

### 에도 시대
1617년 2대 번주 이케다 나가요시(부친 나가요시와 동명이인)는 빗추국 마쓰야마 번으로 이봉되었고, 대신 하리마국 히메지번주 이케다 미쓰마사가 돗토리번 32만여석을 배령받아 입성한다. 이 무렵 돗토리 번의 성하 마을이 정비되어 현재 돗토리시의 초석을 잡았다. 1632년 미쓰마사는 비젠국 오카야마번으로 이봉되었고, 대신 오카야마 번에서 이케다 미쓰나카가 돗토리 번으로 전봉되어 입성한다. 이는 아직 유아인 이케다 미쓰나카가 산요 지방의 요충인 오카야마 번을 통치하기엔 무리가 있다는 막부의 우려때문이다.
이후, 메이지 유신까지 미쓰나카 계열의 이케다 가문 12대의 거성으로 존속되어 왔다.

### 메이지 시대 이후
1873년(메이지 6년) 공포된 폐성령에서 돗토리 성은 폐성을 면하였지만, 1876년(메이지 9년) 돗토리현이 시마네현에 편입되자 현청소재지인 마쓰에시 이외의 지역에서의 성은 필요치 않다는 견해에 따라 다음해인 1877년부터 1879년에 걸쳐 파각되었다. 현재 성터는 히사마쓰 공원으로 정비되어 있으며, 석벽이 잘 보존되어 있다. 또, 돗토리 성 유일의 건조물인 나카시키리 문이 니노마루 등성로에 자리잡고 있다.
2006년(헤이세이 18년) 4월 6일 일본 100대 명성에 선정되었다. 이와 더불어 2005년 사적 돗토리 성터 및 다이코가하라 보존 정비기본계획에 따라 2006년도부터 30년간 51억 2천만엔을 투자해 에도 시대 말기의 모습으로 복원할 계획에 있다.